# Нащокина, Мария Владимировна
Мари́я Влади́мировна Нащо́кина (род. 6 сентября 1953) — историк искусства и архитектуры, доктор искусствоведения, главный научный сотрудник Отдела монументального искусства и архитектуры НИИ Российской академии художеств - НИИ РАХ (с 2023 г.), академик Российской академии архитектуры и строительных наук (№ 19 от 20.04.18), почетный член Российской академии художеств (решение Президиума РАХ от 28 мая 2019 г.), заслуженный архитектор Российской Федерации (указ Президента РФ № 810 от 25.12.2014). (Главный научный сотрудник и заведующая отделом архитектуры Нового времени Научно-исследовательского института теории и истории архитектуры и градостроительства (НИИТИАГ) (до ноября 2024 г.), заведующая сектором Русской усадебной и садово-парковой культуры РНИИ культурного и природного наследия имени Д. С. Лихачева (до июля 2013).  

## Биография
Окончила Московский архитектурный институт (факультет градостроительства — рук. Б. К. Еремин, И. Г. Лежава). Была распределена в ВПНРК (Всесоюзный производственный научно-реставрационный комбинат, ранее ЦНРПМ). В течение 5 лет занималась реставрацией парков усадьбы Гребнево, Мамоновой дачи и др.; разработала концепцию и планировку Музея городского деревянного зодчества в Тульском Кремле (не осуществлён). Затем поступила в очную аспирантуру МАРХИ к профессору Т. Ф. Саваренской. После защиты в 1983 году диссертации на тему «Античное наследие в русской архитектуре середины XIX века» была приглашена в сектор Русской архитектуры ЦНИИТИА (затем ВНИИТАГ, НИИТАГ, теперь — НИИТИАГ РААСН), где защитила докторскую диссертацию "Модерн в архитектуре Москвы. проблема своеобразия и западноевропейских влияний" (М., 2000) и работала до ноября 2024 г., возглавляя Отдел архитектуры Нового времени. С 2023 года - главный научный сотрудник Отдела монументального искусства и архитектуры НИИ Российской академии художеств.
М. В. Нащокина — один из крупнейших в России специалистов в области истории архитектуры рубежа XIX—XX веков (как русской, так и зарубежной),  преимущественно стилей модерн и неоклассицизм, авторитетный знаток русского усадебного искусства, а также московской архитектурной керамики (особенно производства Абрамцевской мастерской) и русского садово-паркового искусства (впервые обобщила представления о русских усадебных парках конца XIX - начала XX века). Глубокий знаток архитектуры Москвы - автор нескольких архитектурных путеводителей (впервые стала обозначать доходные дома Москвы по фамилиям их владельцев). 
Нащокина — первый заместитель председателя Общества изучения русской усадьбы (с 1998 г.); является составителем и научным редактором всех выпусков издания «Русская усадьба» (с № 6; вышло 30 выпусков), участвует в подготовке и проведении научных конференций и расширенных заседаний, в экспедиционных поездках ОИРУ. В течение более десяти лет занимала должность генерального директора издательства «Жираф» (затем «Улей»), одного из лидеров краеведческого книгоиздания России. М. В. Нащокина является лауреатом Макарьевской премии I степени, градостроительной премии имени А. Э. Гутнова и премии имени А. Блока журнала «Наше Наследие», а также обладательницей шести медалей и ряда дипломов Российской академии архитектуры и строительных наук и Союза архитекторов РФ, Золотых дипломов ежегодного Международного фестиваля «Зодчество», медали Национального фонда «Возрождение русской усадьбы» за многолетнюю деятельность по изучению, популяризации памятников российской культуры, архитектуры и садово-паркового искусства (2012). В 2014 году награждена премией «Золотой знак» XXII Международного фестиваля «Зодчество 2014» за серию книг об архитекторе Л. Н. Кекушеве. В 2017 г. награждена    медалью Всероссийского общества охраны памятников истории и культуры «За заслуги в сохранении наследия Отечества» (Удостоверение № 319, решение ЦС ВООПИК от 15.03.17.№ 201), в 2023 г. медалью Союза архитекторов России им. В.И. Баженова «За высокое зодческое мастерство», в 2024 г. медалью  Союза архитекторов России им. А.В. Иконникова «За выдающийся вклад в архитектурную науку». В 2024 г.  удостоена Серебряной медали РАХ за книгу «Архитектура Москвы эпохи модерна в творческих биографиях зодчих». 
В 2004 году М. В. Нащокина вместе с другими деятелями культуры подписала открытое письмо Президенту и Правительству РФ в защиту разрушаемых исторических зданий Москвы.
Член Союза архитекторов России (с 1982), член международной Ассоциации искусствоведов (АИС),член Московского Дома учёных, почётный член Союза реставраторов РФ (2016), почётный архитектор РФ. Живёт и работает в Москве.

## Избранные труды и публикации
- Бусева-Давыдова И. Л., Нащокина М. В., Астафьева-Длугач М. И. Москва. Архитектурный путеводитель. — М.: Стройиздат, 1997. — 512 с. — 3000 экз. — ISBN 5-274-01624-3.
- Нащокина М. В. Архитекторы московского модерна / Рец. И. А. Бондаренко. — М.: Жираф, 1998. — 316 с. — 500 экз. — ISBN 5-89832-006-7.
- Нащокина М. В., Арзуманова О. И., Любартович В. А. Керамика Абрамцева в собрании Московского государственного университета инженерной экологии. — М.: Жираф, 2000. — 224 с. — 3000 экз. — ISBN 5-89832-017-2.
- Нащокина М. В. Сто архитекторов московского модерна. — 2-е, испр. и доп. — М.: Жираф, 2000. — 304 с. — 5000 экз. — ISBN 5-89832-017-2.
- Нащокина М. В., Кириченко Е. И. Градостроительство России середины XIX — начала XX века. Книга I. — М.: Прогресс-Традиция, 2001. — 340 с. — 2000 экз. — ISBN 5-89826-083-8.; Книга II. (Соавторы- Е. И. Кириченко, Е. Г. Щеболева, Е. Е. Анисимова) М., Прогресс-Традиция, 2003.(С.54-104, 221—252, 297—389) — ISBN 5-89826-176-1; Книга III. (Соавторы — В. Г. Лисовский, Е. И. Кириченко, Е. Г. Щеболева, В. Е. Звагельская) М.,Прогресс-Традиция, 2010. (С. 219—296) -ISBN 978-589826-3343-1.
- Нащокина М. В. Московский модерн. — М.: Жираф, 2003. — 560 с. — ISBN 5-89832-042-3.
- Нащокина М. В., Ткаченко С. Б. Особняк И. А. Миндовского. Посольство Новой Зеландии. — М.: Жираф, 2003. — 95 с. — 2500 экз. — ISBN 5-89832-036-9.
- Нащокина М. В. Художественная открытка русского модерна. — М.: Жираф, 2004. — 472 с. — 2000 экз. — ISBN 5-89832-037-7.
- Нащокина М. В. Архитекторы московского модерна. Творческие портреты. — 3-е изд. — М.: Жираф, 2005. — 535 с. — 2500 экз. — ISBN 978-5-89832-043-0.
- Нащокина М. В. Московский модерн. — 2-е изд. — М.: Жираф, 2005. — 560 с. — ISBN 5-89832-042-3.
- Нащокина М. В. Русские сады. XVIII — первая половина XIX века. — М.: Арт-Родник, 2007. — 255 с. — 3000 экз. — ISBN 978-5-9794-0049-5.
- Нащокина М. В. Русские сады. Вторая половина XIX — начало XX века. — М.: Арт-Родник, 2007. — 216 с. — 3000 экз. — ISBN 978-5-9794-0020-4.
- Нащокина М. В. Русская усадьба Серебряного века. — М.: Улей, 2007. — 432 с. — 3000 экз. — ISBN 978-5-91529-001-2.
- Нащокина М. В. Наедине с музой архитектурной истории. — М.: Улей, 2008. — 688 с. — 900 экз. — ISBN 978-5-91529-002-9.
- Нащокина М. В. Античное наследие в русской архитектуре николаевского времени. — Прогресс-Традиция, 2011. — 776 с. — 1000 экз. — ISBN 5-89826-366-9.
- Нащокина М. В. Московский модерн. — 3-е, пересм., испр. и доп. — СПб.: Коло, 2011. — 792 с. : [32 с. цв. ил.] с. — 1250 экз. — ISBN 978-5-901841-65-5.
- Нащокина М. В. Московский архитектор Лев Кекушев. — СПб.: Коло, 2012. — 504 с. : [24 с. цв. ил.] с. — 1250 экз. — ISBN 978-5-901841-97-6.
- Нащокина М.В. Лев Кекушев. Архитектурное наследие Москвы. М., ООО «ВЕГА», 2012. 415 с.
- Нащокина М. В. Лев Кекушев. Архитектурное наследие России. М., Издательский дом Руденцовых, 2013. 660 с. — ISBN 978-5-902887-14-0
- [Нащокина М. В.] Алексей Бахрушин. Великое дело созидания. К истории «Версаля на Зацепе». К 100-летию передачи Театрального музея А. А. Бахрушина Императорской Санкт-Петербургской Академии наук. М., 2013. 148 с. (Соавторы — Д. В. Родионов, Н. И. Сочинская, В. В. Рыбенков). — ISBN 978-5-901977-73-6
- Нащокина М. В. Московская архитектурная керамика. М., Прогресс-Традиция, 2014. — 558 с. — 2500 экз. —  ISBN 978-5-89826-434-5
- Нащокина М. В., Гандельсман Б.В., Комский М.В. Архитектор Борис Еремин. Творческое наследие. Реконструкция центра Москвы: архитектурные концепции и проекты второй половины XX века. М., Прогресс-Традиция, 2016. - 624 с. — 2000 экз. — ISBN 978-5-89826-469-7
- Нащокина М. В. Бойцов. Серия «Великие архитекторы», т. 54. М., АО Комсомольская правда. Издательство «Директ-Медиа», 2016. 72 с.
- Нащокина М. В. Эрихсон. Серия «Великие архитекторы», т. 60. М., АО Комсомольская правда. Издательство «Директ-Медиа», 2017. 72 с.
- Нащокина М. В. Жолтовский. Серия «Великие архитекторы», т. 65. М., АО Комсомольская правда. Издательство «Директ-Медиа», 2017. 72 с.
- Maria Nashchokina Antique Heritage in Russian Architecture of the Nikolaevan Era. Its Study and Creative interpretation. – Moscow, Progress-Tradition, 2018. 590 p. ISBN  978-5-89826-497-0
- Нащокина М. В. Время стиля. К истории русской архитектуры конца XIX -начала XX века. СПб., Издательский дом "Коло". 2018. 426 с. с илл.ISBN 978-5-4462-0053-5
- Бондаренко И. Е. Записки художника-архитектора. Труды, встречи, впечатления. / Под ред. М.В. Нащокиной. Книги 1-2. М., Прогресс-Традиция. 2018. Сс. 576, 712 с илл. ISBN 978-5-89826-505-2; ISBN 978-5-89826-498-7
- Общество изучения русской усадьбы. (брошюра) М., 2017. (Соавторы - А.В. Чекмарёв, А.В. Слёзкин).
- Зарядье в период Нового времени // Зарядье. Коллективная монография. М., 2017.
- Нащокина М.В. Петр Бойцов. Архитектурное наследие России. М., Издательский дом Руденцовых, 2019. 1.           ISBN 978-5-902887-33-1
- Нащокина Мария. Москва, Театральная площадь, 2. История здания и его героев. М., Прогресс-Традиция, 2021. ISBN 978-5-89826-598-4
- Нащокина М.В. Русская усадьба конца XIX- начала XX века. Образ и стиль. М., Прогресс-Традиция, 2022.ISBN 978-5-89826-676-9;
- Нащокина М.В. Архитектура Москвы эпохи модерна в творческих биографиях зодчих. М., Прогресс-Традиция, 2023. 655 с. Тираж 1000 экз. ISBN 9785898263768